# Marnix Gijsen
Marnix Gijsen, pravim imenom Jan-Albert Goris (barun Goris) (Antwerpen, 20. listopada 1899. – Lubbeek, 29. rujna 1984.) bio je flamanski pisac i političar. Njegov pseudonim ukazuje na Marnixa van Sint Aldegondea, južnonizozemskog pisca i političara te na prezime njegove majke, Gijsen.

## Djetinjstvo i mladost
Gijsen je rođen 1899. godine u belgijskom Antwerpenu. U djetinjstvu je imao strogo katoličko obrazovanje, u Isusovačkoj školi sv. Ignacija u Antwerpenu, odakle je 1917. izbačen zbog svog militantnog flamanskog aktivizma tijekom Prvog svjetskog rata. Godine 1925. odlazi na Katoličko sveučilište u Leuvenu, gdje je postao doktor povijesti i moralnih znanosti s disertacijom Études sur les colonies marchandes méridionales (portugaises, espagnoles, italiennes) à Anvers de 1488 à 1567. Nastavio je dalje studirati na Sveučilištu u Freiburgu, Parizu (Sorbonna) i Londonu (London School of Economics).

## Karijera
Marnix Gijsen je služio u gradskoj upravi Antwerpena između 1928. i 1933., nakon čega je otišao u Bruxelles, gdje je do Drugog svjetskog rata bio savjetnik u belgijskoj vladi. Između 1942. i 1964. živio je u New Yorku, gdje je radio u službi belgijske vlade, istodobno se pojavljujući kao dopisnik iz SAD-a u programu belgijskog državnog radija.
Njegov književni rad nagrađen je najvećom nagradom za književnost nizozemskog govornog područja - De Prijs der Nederlandse Letteren, 1974. godine. Iduće godine, 1975., postao je barun.